# Feistritz am Wechsel
Feistritz am Wechsel è un comune austriaco di 1 023 abitanti nel distretto di Neunkirchen, in Bassa Austria.

## Monumenti e luoghi d'interesse
- Castel Feistritz